# بیمارستان خاتم‌الانبیا (بندرعباس)
بیمارستان تخصصی خاتم‌الانبیاء یک مرکز درمانی وابسته به نیروی انتظامی است که در شهر بندرعباس مرکز استان هرمزگان واقع شده است.

## پیشینه
این بیمارستان در سال ۱۳۷۸ با زیربنای ۵۴۰۳ مترمربع به عنوان چهارمین بیمارستان منطقه‌ای ناجا در چهارطبقه افتتاح شد.
در حال حاضر بیمارستان خاتم‌الانبیاء با اختیارداشتن ۶۴ تخت فعال به عنوان بیمارستان درجه یک با حداکثر ظرفیت مشغول به خدمت‌رسانی به کارکنان ناجا، خانواده کارکنان، نیروهای مسلح و عموم مردم است.
این بیمارستان دارای ۱۶ درمانگاه ، ۴ اتاق عمل و ۲ اتاق رادیولوژی است.